# ارمنستان در شورای اروپا

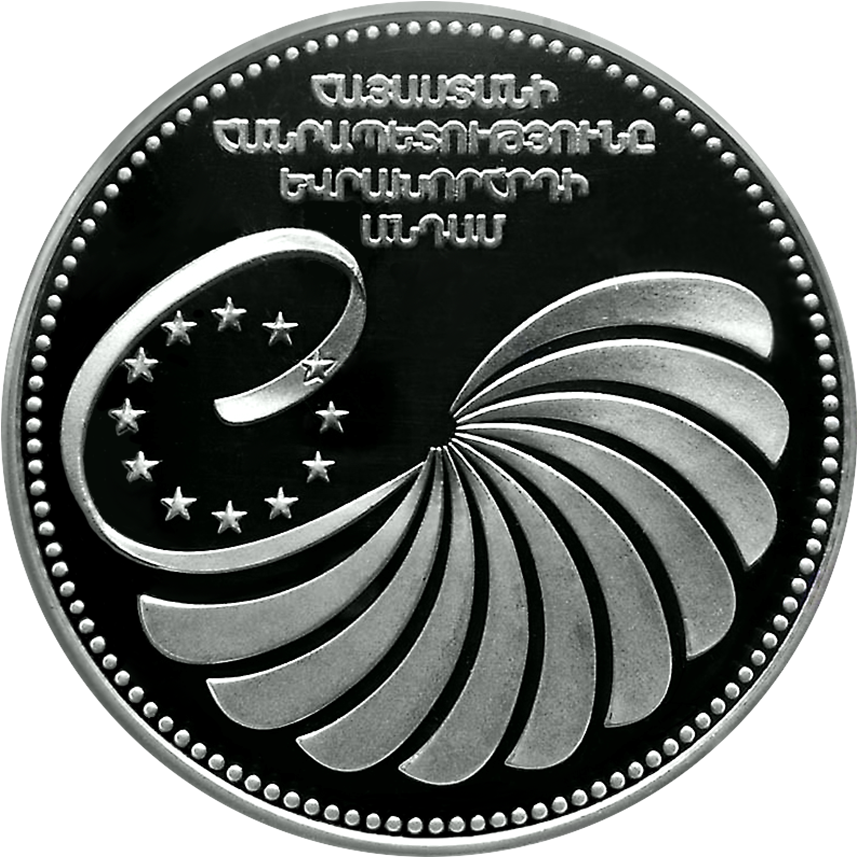
این سکه در ارمنستان برای بزرگداشت پیوستن این کشور به شورای اروپا در سال ۲۰۰۱ ضرب شد.

ارمنستان از سال ۲۰۰۱ عضو شورای اروپا، یک سازمان بین‌المللی که بر تقویت دموکراسی، حقوق بشر و حاکمیت قانون در سراسر اروپا تمرکز دارد، بوده است.

## عضویت
ماده ۴ اساسنامه شورای اروپا مشخص می‌کند که عضویت در شورای اروپا برای هر کشور اروپایی ممکن است، به شرطی که استانداردهای مشخصی در زمینه دموکراسی و حقوق بشر را رعایت کند. ارمنستان در ۲۵ ژانویه ۲۰۰۱ به عنوان چهل و دومین عضو شورای اروپا پذیرفته شد. ارمنستان در مجمع پارلمانی شورای اروپا، شاخه پارلمانی این شورا، ۴ کرسی دارد.
ارمنستان همچنین عضو کنگره مقامات محلی و منطقه‌ای، گروه کشورهای ضد فساد، کمیسیون اروپا علیه نژادپرستی و نابردباری، کمیسیون اروپایی برای کارایی عدالت، کمیته پیشگیری از شکنجه، اوریمیجز، گروه پمپیدو و کمیسیون ونیز است.
در ۲۵ ژانویه ۲۰۲۱، آرا آیوازیان، وزیر سابق امور خارجه، در بیانیه‌ای به مناسبت بیستمین سالگرد عضویت ارمنستان در شورای اروپا اظهار داشت: «با پیوستن به شورای اروپا، ارمنستان به خانواده کشورهای اروپایی پیوست که تاریخ، ارزش‌ها و آرمان‌های مشترکی با آن‌ها دارد و چشم‌اندازی از اروپای آینده را به اشتراک می‌گذارد، جایی که حقوق و آزادی‌های بنیادین برای همه، بدون تبعیض یا تمایز، محافظت می‌شوند.»

## اهداف عضویت
از سال ۲۰۰۵، ارمنستان از برنامه‌های همکاری طرح‌های اقدام شورای اروپا بهره‌مند شده است. برنامه‌های گذشته و جاری که با حمایت اتحادیه اروپا انجام می‌شوند، بر ارتقای استقلال و پاسخگویی سیستم قضایی، تضمین انتخابات آزاد و عادلانه، حفاظت از حقوق اقلیت‌ها و حقوق کارگران، ترویج برابری جنسیتی و آزادی بیان، تقویت رفاه کودکان، مقابله با خشونت خانگی، اصلاح سیستم زندان‌ها، مبارزه با فساد و کمک به اجرای اهداف توافقنامه جامع و تقویت‌شده ارمنستان و اتحادیه اروپا که در سال ۲۰۱۷ نهایی شد، تمرکز دارند.
در طرح اقدام ۲۰۱۹–۲۰۲۲ شورای اروپا برای ارمنستان آمده است: «شورای اروپا و ارمنستان به همکاری برای بهبود چارچوب‌های قانونی موجود، تضمین اجرای مؤثر آن‌ها و تقویت ظرفیت نهادهای ملی در نزدیک کردن قوانین و رویه‌های این کشور به استانداردهای اروپایی ادامه خواهند داد تا حقوق بشر را ترویج دهند، حاکمیت قانون را تقویت کنند و اصول دموکراتیک حکمرانی را تضمین نمایند.» بودجه طرح اقدام ۲۰۱۹–۲۰۲۲ مبلغ ۱۸٫۹ میلیون یورو بود.
در ۲۷ ژانویه ۲۰۲۲، مجمع پارلمانی شورای اروپا قطعنامه‌ای را تصویب کرد که در آن از تعهد ارمنستان به اصلاحات دموکراتیک تمجید شد. این مجمع از پیشرفت‌های چشمگیری که در اصلاحات انتخاباتی، قضایی و قانون‌گذاری از زمان انقلاب ۲۰۱۸ ارمنستان به دست آمده است، استقبال کرد.

## معاهدات شورای اروپا
تا اکتبر ۲۰۲۴، ارمنستان ۸۴ معاهده شورای اروپا را امضا کرده است، از جمله:
- کنوانسیون برن برای حفاظت از حیات‌وحش و زیستگاه‌های طبیعی اروپا
- کنوانسیون حفاظت از میراث معماری اروپا
- کنوانسیون زیست‌اخلاقی اروپا
- منشور اروپایی زبان‌های منطقه‌ای یا اقلیت
- منشور اروپایی خودمختاری محلی
- کنوانسیون اروپایی برای پیشگیری از شکنجه و رفتار یا مجازات غیرانسانی یا تحقیرآمیز
- کنوانسیون اروپایی استرداد
- کنوانسیون اروپایی حقوق بشر
- کنوانسیون اروپایی کمک متقابل در امور کیفری
- کنوانسیون فرهنگی اروپا
- منشور اجتماعی اروپا
- کنوانسیون چارچوبی برای حفاظت از اقلیت‌های ملی
- حفاظت از کودکان در برابر بهره‌کشی و سوءاستفاده جنسی

اجرای پرونده‌های پیشرو در ده سال گذشته تا اوت ۲۰۲۱. میزان اجرای صفر درصد با رنگ سیاه و ۱۰۰٪ با سفید نشان داده شده است. میانگین اجرا ۵۳٪ است که کمترین میزان مربوط به آذربایجان (۴٪) و روسیه (۱۰٪) و بیشترین میزان مربوط به لوکزامبورگ، موناکو، استونی (۱۰۰٪) و چک (۹۶٪) است. میزان اجرای ارمنستان ۵۶٪ است.

- اساسنامه شورای اروپا

## دادگاه حقوق بشر اروپا
دادگاه حقوق بشر اروپا (ECHR) مسئول اجرای کنوانسیون اروپایی حقوق بشر است. ارمنستان از اعضای متعهد به این کنوانسیون است. صلاحیت این دادگاه توسط تمامی ۴۷ عضو شورای اروپا، از جمله ارمنستان، به رسمیت شناخته شده است. هر شهروند مردم ارمنی، گروهی از افراد یا خود دولت می‌تواند شکایتی را به این دادگاه ارائه دهد. در سال ۲۰۱۵، آرمن هاروتیونیان به‌عنوان قاضی در این دادگاه انتخاب شد.

## کمیته وزرای شورای اروپا
کمیته وزرای شورای اروپا نهاد تصمیم‌گیری شورای اروپا است. ارمنستان برای اولین بار بین مه تا نوامبر ۲۰۱۳ ریاست این کمیته را بر عهده داشت. اهداف اصلی ریاست ارمنستان شامل مبارزه با نژادپرستی و بیگانه‌هراسی در اروپا، ترویج ارزش‌های اروپایی از طریق گفتگوی بین‌فرهنگی و تقویت جوامع دموکراتیک بود.

## مشارکت‌های مالی
بودجه شورای اروپا برای سال ۲۰۲۲ برابر با €۴۷۷ میلیون بود. سهم ارمنستان از این بودجه مبلغ €۵۴۰٬۱۴۱ بود.

## نمایندگی
شورای اروپا یک دفتر نمایندگی در ایروان دارد. ارمنستان نیز یک نمایندگی دائم در استراسبورگ، فرانسه دارد. در ۲ دسامبر ۲۰۲۱، آرمان خاچاتریان توسط نخست‌وزیر نیکول پاشینیان به‌عنوان نماینده دائم ارمنستان در شورای اروپا منصوب شد. پس از انتصاب، خاچاتریان اظهار داشت: «دولت ارمنستان حمایت ارائه‌شده توسط شورای اروپا در زمینه اصلاحات دموکراتیک، تضمین حاکمیت قانون و حفاظت از حقوق بشر را بسیار ارزشمند می‌داند.» وی همچنین بر تعهد دولت ارمنستان برای تعمیق همکاری‌ها با شورای اروپا تأکید کرد.

## تحولات اخیر
پس از جنگ ناگورنو قره‌باغ، شورای اروپا از ارمنستان و آذربایجان خواست تا فوراً تنش‌های ایجادشده را کاهش دهند. این شورا در بیانیه‌ای حمایت خود را از تلاش‌های دو طرف برای یافتن راه‌حل مسالمت‌آمیز برای جنگ ناگورنو قره‌باغ از طریق میانجی‌گری گروه مینسک سازمان امنیت و همکاری اروپا اعلام کرد.
در ۹ ژوئن ۲۰۲۲، رئیس کمیسیون ونیز کلر بازی مالوری از ارمنستان بازدید کرد و با رئیس‌جمهور ارمنستان واهاگن خاچاطوریان دیدار کرد. رئیس‌جمهور خاچاتوریان گفت: «شورای اروپا برای ارمنستان اهمیت ویژه‌ای دارد زیرا از زمان استقلال، ارمنستان همکاری نزدیکی با این ساختار داشته است و شورای اروپا یکی از شرکای کلیدی ارمنستان است.» در مقابل، بازی مالوری بیان کرد که «ارمنستان یک شریک پایدار و قابل‌اعتماد برای شورای اروپا است.»
در ۱۶ ژوئن ۲۰۲۲، ماریا پیچینوویچ بوریچ، دبیرکل پیشین شورای اروپا، به مناسبت بیستمین سالگرد پیوستن ارمنستان به شورای اروپا، به‌طور رسمی از ارمنستان بازدید کرد. وی با چندین مقام از جمله نخست‌وزیر نیکول پاشینیان دیدار داشت.
در ۱۶ فوریه ۲۰۲۳، برنامه اقدام شورای اروپا برای ارمنستان (۲۰۲۳–۲۰۲۶) طی مراسمی در ایروان به‌طور رسمی آغاز شد. این برنامه بر پیشرفت حقوق بشر، حفاظت از حقوق زنان و اقلیت‌ها، مبارزه با فساد، اصلاحات قضایی و هماهنگی قوانین ارمنستان با استانداردهای اروپایی تمرکز دارد. وزیر امور خارجه ارمنستان آرارات میرزویان اظهار داشت: «این برنامه اقدام، ابزاری کلیدی در دستور کار اصلاحات بلندپروازانه دولت ارمنستان با هدف توسعه بیشتر نهادهای دموکراتیک مطابق با استانداردهای اروپایی، ایجاد قوه قضاییه مستقل و تقویت نهادهای ضدفساد است.» وزیر امور خارجه بر تعهد دولت ارمنستان به اصول و ارزش‌های شورای اروپا که در برنامه دولت تصریح شده است، تأکید کرد. بودجه اختصاص‌یافته به این برنامه €۱۹ میلیون است.

## دیدارهای دوجانبه
ماریا پیچینوویچ بوریچ، دبیرکل پیشین شورای اروپا، در ۸ آوریل ۲۰۲۴ از ایروان بازدید کرد و با نخست‌وزیر ارمنستان نیکول پاشینیان، وزیر امور خارجه آرارات میرزویان و رئیس مجلس ملی ارمنستان آلن سیمونیان دیدار داشت.
در ۲۵ سپتامبر ۲۰۲۴، نخست‌وزیر ارمنستان نیکول پاشینیان با دبیرکل شورای اروپا، آلن برسه دیدار کرد. پاشینیان اظهار داشت: «توسعه دموکراسی برای دولت ارمنستان از اهمیت استراتژیک برخوردار است و کشور ما به‌طور مداوم در این مسیر گام برمی‌دارد.» آلن برسه تأکید کرد که شورای اروپا آماده است همکاری خود با ارمنستان را از جمله در زمینه اجرای اصلاحات نهادی گسترش دهد.